# ETF déshydrogénase
L’ETF déshydrogénase (ETFDH), ou ETF-ubiquinone déshydrogénase (electron-transferring-flavoprotein dehydrogenase en anglais) est une oxydoréductase qui catalyse la réaction :
ETF(réduite) + ubiquinone  {\displaystyle \rightleftharpoons }  ETF(oxydée)+ ubiquinol.
Cette enzyme est présent à la fois chez les procaryotes et les eucaryotes. Elle contient de la flavine et un cluster fer-soufre comme cofacteurs. Elle transfère des électrons depuis la flavoprotéine de transfert d'électrons dans la matrice mitochondriale vers l'ubiquinone de la membrane mitochondriale interne,. Elle intervient de ce fait dans la chaîne respiratoire.
Un déficit en ETF déshydrogénase provoque l'acidémie glutarique type 2 (en). Cette maladie génétique est caractérisée par une métabolisation imparfaite des acides gras et de certains acides aminés. Les complications peuvent se manifester sous forme d'acidose ou d'hypoglycémie associées à d'autres symptômes tels qu'un état de faiblesse générale, un grossissement du foie, une insuffisance cardiaque importante et un déficit en carnitine. Dans les cas plus sévères, on observe des défauts congénitaux et une défaillance générale du métabolisme,,. D'un point de vue génétique, il s'agit d'une maladie autosomale récessive, ce qui la rend assez rare. La plupart des cas résultent de mutations isolées autour de l'interface FAD–ubiquinone,. Les formes les moins graves peuvent répondre à des traitements à base de riboflavine ; cependant, la grande variété de mutations à l'origine de cette maladie rendent les symptômes et les traitements également très variables,.